# أغاجان كندي
أغاجان كندي هي قرية في مقاطعة هشترود، إيران. عدد سكان هذه القرية هو 25 في سنة 2006.